# Нагоси, Тосихиро
Тосихиро Нагоси (яп. 名越 稔洋 Нагоси Тосихиро, род. 17 июня 1965, Симоносеки, префектура Ямагути, Япония) — японский геймдизайнер, продюсер, бывший глава Amusement Vision и Ryu Ga Gotoku Studio.

## Биография
Тосихиро Нагоси родился 17 июня 1965 года в городе Симоносеки, префектура Ямагути, Япония. Окончил Токийский университет искусств и дизайна в 1989 году и после этого начал работать в Sega AM2, в одно из подразделении Sega в качестве дизайнера компьютерной графики. В 1999 году стал главой студии Sega AM4, через год переименованная в Amusement Vision. Известен как продюсер и режиссёр серии игр Super Monkey Ball (исключение — Super Monkey Ball Adventure). Принимал участие в разработке игр: Virtua Striker, Daytona USA, Spikeout. Он и его студия, совместно с Сигэру Миямото и Nintendo разрабатывали игру F-Zero GX. Являлся генеральным директором серии игр Yakuza, известный в Японии как Ryū ga Gotoku. Также озвучивал Джексона в игре Burning Rival и сыграл Мистера N в фильме «Подобный дракону».
За время работы в Amusement Vision, его комментарии стали публиковаться в колонке «AV OUT» в журнале Edge.
1 апреля 2012 года Тосихиро Нагоси вступил в должность главного креативного директора Sega и был назначен в совет директоров компании.
8 октября 2021 года Нагоси, вместе со своим коллегой и продюсером серии Yakuza Дайсукэ Сато, покинули Ryu Ga Gotoku Studio. 24 января 2022 года компания NetEase объявила о том, что Нагоси основал собственную студию Nagoshi Studio под их владением.

## Игры, в разработке которых принимал участие
| Название                                       | Год  | Роль                                  |
| ---------------------------------------------- | ---- | ------------------------------------- |
| Virtua Racing                                  | 1992 | Ведущий дизайнер                      |
| Burning Rival                                  | 1993 | Актёр озвучивания                     |
| Virtua Fighter 2                               | 1994 | Дизайнер уровней                      |
| Daytona USA                                    | 1995 | Продюсер, руководитель                |
| Scud Race                                      | 1996 | Дизайнер, руководитель                |
| Spikeout: Digital Battle Online                | 1998 | Дизайнер, руководитель, продюсер      |
| Daytona USA 2                                  | 1998 | Продюсер                              |
| Virtua Fighter 3                               | 1999 | Супервайзер, моделирование персонажей |
| Shenmue                                        | 1999 | Супервайзер                           |
| Planet Harriers                                | 2001 | Продюсер, руководитель                |
| Daytona USA 2001                               | 2001 | Продюсер, руководитель                |
| Super Monkey Ball                              | 2001 | Продюсер, руководитель                |
| Super Monkey Ball Jr.                          | 2002 | Продюсер, руководитель                |
| Super Monkey Ball 2                            | 2002 | Продюсер, руководитель                |
| Phantasy Star Online Episode 1 & 2 Plus        | 2003 | Исполнительный администратор          |
| F-Zero GX                                      | 2003 | Продюсер                              |
| Billy Hatcher and the Giant Egg                | 2003 | Исполнительный администратор          |
| Sonic Battle                                   | 2003 | Исполнительный администратор          |
| Sonic Heroes                                   | 2003 | Отдел развития                        |
| Sonic Advance 3                                | 2004 | Отдел развития                        |
| Shining Force: Resurrection of the Dark Dragon | 2004 | Исполнительный продюсер               |
| Yakuza                                         | 2005 | Супервайзер, продюсер                 |
| Spikeout: Battle Street                        | 2005 | Продюсер                              |
| Sonic Riders                                   | 2006 | Поддержка развития проекта            |
| Yakuza 2                                       | 2006 | Генеральный директор                  |
| Super Monkey Ball: Banana Blitz                | 2006 | Продюсер, руководитель                |
| Nights: Journey of Dreams                      | 2007 | Главный продюсер                      |
| The House of the Dead 2 & 3 Return             | 2007 | Главный продюсер                      |
| Ryū ga Gotoku Kenzan!                          | 2008 | Продюсер                              |
| Super Smash Bros. Brawl                        | 2008 | Супервайзер                           |
| Sonic Unleashed                                | 2008 | Главный продюсер                      |
| Yakuza 3                                       | 2009 | Генеральный директор                  |
| Sonic and the Black Knight                     | 2009 | Главный продюсер                      |
| Mario & Sonic at the Olympic Winter Games      | 2009 | Главный продюсер                      |
| Bayonetta                                      | 2009 | Главный продюсер                      |
| Puyo Puyo 7                                    | 2009 | Главный продюсер                      |
| Resonance of Fate                              | 2010 | Главный продюсер                      |
| Yakuza 4                                       | 2010 | Генеральный директор                  |
| Sonic the Hedgehog 4: Episode I                | 2010 | Главный продюсер                      |
| Sonic Colors                                   | 2010 | Продюсер                              |
| Kurohyo: Ryu ga Gotoku Shinsho                 | 2010 | Продюсер                              |
| Vanquish                                       | 2010 | Главный продюсер                      |
| Super Monkey Ball 3D                           | 2011 | Продюсер                              |
| Yakuza: Dead Souls                             | 2011 | Генеральный директор                  |
| Rise of Nightmares                             | 2011 | Главный продюсер                      |
| Sonic Generations                              | 2011 | Главный продюсер                      |
| Binary Domain                                  | 2012 | Генеральный директор                  |
| Sonic the Hedgehog 4: Episode II               | 2012 | Главный продюсер                      |
| Yakuza 5                                       | 2012 | Генеральный директор                  |
| Ryū ga Gotoku Ishin!                           | 2014 | Генеральный директор                  |
| Yakuza 0                                       | 2015 | Исполнительный директор               |
| Yakuza Kiwami                                  | 2016 | Исполнительный директор               |
| Yakuza 6: The Song of Life                     | 2016 | Исполнительный директор               |
| Yakuza Kiwami 2                                | 2017 | Исполнительный директор               |
| Fist of the North Star: Lost Paradise          | 2018 | Исполнительный директор               |
| Judgment                                       | 2018 | Сценарист, исполнительный директор    |
| Yakuza: Like a Dragon                          | 2020 | Исполнительный директор               |